# Gaetano De Troia
Gaetano De Troia (Lucera, 6 aprile 1805 – Lucera, 8 gennaio 1874) è stato un avvocato e politico italiano.

## Biografia
Nato a Lucera il 6 aprile del 1805 da Giovanni e Rosa di Giovine, compì i suoi studi nel locale seminario diocesano fino al 1820. Si interessò alle discipline giuridiche e seguì gli insegnamenti di Nicola Piemonte, professore di diritto. Conseguì la laurea a Napoli e si dedicò all'avvocatura nel Tribunale della sua città di origine. Si distinse come tesoriere comunale, Capitano della Guardia Nazionale, tra i fondatori del Circolo Vittorio Emanuele II e divenne Sindaco di Lucera dal 1862 al 1869. Gli avvenimenti più significativi della sua attività di sindaco furono i suoi sforzi per combattere le violenze derivanti dal brigantaggio nel 1862, la creazione di un pozzo per l'acqua comunale nella zona della chiesa di San Francesco nel 1865 e la sua lotta per la salvaguardia della chiesa di Santa Maria della Pietà nel 1867. Grazie infine al suo energico intervento Lucera attraversò in maniera meno gravosa la piaga del colera e per questo motivo fu insignito della medaglia d'argento ai Benemeriti della salute pubblica. 
Sposò il 17 marzo 1839 Rachele Nicoletta di Giovine e morì a Lucera l'8 gennaio 1874. Non ebbe figli.